# VF Group-Bardiani CSF-Faizanè
VF Group-Bardiani CSF-Faizanè (Kod UCI: VBF) – włoska zawodowa grupa kolarska funkcjonująca pod różnymi nazwami od 1982. Od sezonu 2020 grupa zarejestrowana w dywizji UCI ProSeries.

## Nazwa grupy w poszczególnych latach
Opracowano na podstawie:
| lata      | nazwa                              |
| --------- | ---------------------------------- |
| 1982–1983 | Termolan                           |
| 1984–1986 | Santini                            |
| 1987–1989 | Selca                              |
| 1990–1992 | Italbonifica-Navigare              |
| 1993–1995 | Navigare-Blue Storm                |
| 1996      | Scrigno-Blue Storm                 |
| 1997–1998 | Scrigno-Gaerne                     |
| 1999      | Navigare-Gaerne                    |
| 2000      | Ceramica Panaria-Gaerne            |
| 2001–2003 | Ceramiche Panaria-Fiordo           |
| 2004      | Ceramiche Panaria-Margres          |
| 2005–2007 | Ceramica Panaria-Navigare          |
| 2008–2009 | CSF Group-Navigare                 |
| 2010–2011 | Colnago-CSF Inox                   |
| 2012      | Colnago-CSF Bardiani               |
| 2013      | Bardiani Valvole-CSF Inox          |
| 2014–2019 | Bardiani-CSF                       |
| 2020–2022 | Bardiani CSF Faizanè               |
| 2023      | Green Project-Bardiani CSF-Faizanè |
| od 2024   | VF Group-Bardiani CSF-Faizanè      |

## Sezony

### 2023

#### Skład
| Skład drużyny 2023                     | Skład drużyny 2023   | Skład drużyny 2023 | Skład drużyny 2023                     |
| Imię i nazwisko                        | Data urodzenia       | Państwo            | Poprzednia grupa                       |
| -------------------------------------- | -------------------- | ------------------ | -------------------------------------- |
| Iker Bonillo                           | 9 lipca 2003         | Hiszpania          |                                        |
| Luca Colnaghi                          | 14 stycznia 1999     | Włochy             | Zalf Euromobil Fior (2021)             |
| Luca Covili                            | 10 lutego 1997       | Włochy             | Mastromarco Sensi Nibali (2018)        |
| Filippo Fiorelli                       | 19 listopada 1994    | Włochy             | Delio Gallina-Colosio (2016)           |
| Davide Gabburo                         | 1 kwietnia 1993      | Włochy             | Androni Giocattoli-Sidermec (2020)     |
| Omar El Gouzi                          | 16 sierpnia 1999     | Maroko             | Iseo-Rime-Carnovali (2021)             |
| Riccardo Lucca                         | 24 lutego 1997       | Włochy             | Work Service-Vitalcare-Dynatek (2022)  |
| Filippo Magli                          | 29 kwietnia 1999     | Włochy             |                                        |
| Martin Marcellusi                      | 5 kwietnia 2000      | Włochy             |                                        |
| Alessio Martinelli                     | 26 kwietnia 2001     | Włochy             | Colpack-Ballan (2021)                  |
| Henok Mulubrhan                        | 11 listopada 1999    | Erytrea            | Bike Aid (2022)                        |
| Alessio Nieri                          | 13 kwietnia 2001     | Włochy             | Mastromarco Sensi Nibali (2021)        |
| Luca Paletti                           | 5 czerwca 2004       | Włochy             |                                        |
| Giulio Pellizzari                      | 21 listopada 2003    | Włochy             | ASD U.C. Foligno (2021)                |
| Mattia Petrucci (1 sty–9 lut, Przypis) | 14 kwietnia 2000     | Włochy             | Colpack-Ballan (2022)                  |
| Alessandro Pinarello                   | 12 lipca 2003        | Włochy             |                                        |
| Luca Rastelli                          | 29 grudnia 1999      | Włochy             | Colpack-Ballan (2021)                  |
| Alessandro Santaromita                 | 11 grudnia 1999      | Włochy             | Velo Club Mendrisio (2021)             |
| Matteo Scalco                          | 25 czerwca 2004      | Włochy             |                                        |
| Jared Scott (1 sty–20 lip)             | 24 czerwca 2002      | Stany Zjednoczone  | Aevolo (2022)                          |
| Manuele Tarozzi                        | 20 czerwca 1998      | Włochy             | #inEmiliaRomagna Cycling Team (2021)   |
| Alex Tolio                             | 30 marca 2000        | Włochy             | Zalf Euromobil Fior (2021)             |
| Alessandro Tonelli                     | 29 maja 1992         | Włochy             | Zalf Euromobil Désirée Fior (2014)     |
| Enrico Zanoncello                      | 2 sierpnia 1997      | Włochy             | Zalf Euromobil Désirée Fior (2020)     |
| Samuele Zoccarato                      | 9 stycznia 1998      | Włochy             | Colpack-Ballan (2020)                  |
| Vicente Rojas (1 sie–31 gru, intern)   | 30 kwietnia 2002     | Chile              | Swift Carbon Pro Cycling Brasil (2022) |
| Luca Cavallo (1 sie–31 gru, intern)    | 26 października 1999 | Włochy             | Gallina-Ecotek-Lucchini (2022)         |
|                                        |                      |                    |                                        |
| Źródło: ProCyclingStats                |                      |                    |                                        |

Przypis: Mattia Petrucci, koniec kariery

#### Zwycięstwa
| Zwycięstwa     | Zwycięstwa                                   | Zwycięstwa           | Zwycięstwa | Zwycięstwa        | Zwycięstwa |
| Data           | Wyścig                                       | Państwo              | Kategoria  | Zwycięzca         |            |
| -------------- | -------------------------------------------- | -------------------- | ---------- | ----------------- | ---------- |
| 21 lut         | Tour du Rwanda, 3. etap                      | Rwanda               | 2.1        | Henok Mulubrhan   |            |
| 25 lut         | Tour du Rwanda, 7. etap                      | Rwanda               | 2.1        | Manuele Tarozzi   |            |
| 26 lut         | Tour du Rwanda, 8. etap                      | Rwanda               | 2.1        | Henok Mulubrhan   |            |
| 26 lutego 2023 | Tour du Rwanda, klasyfikacja generalna       | Rwanda               | 2.1        | Henok Mulubrhan   |            |
| 16 mar         | Tour de Taiwan, 5. etap                      | Republika Chińska    | 2.1        | Enrico Zanoncello |            |
| 20 kwi         | Belgrad-Banja Luka, 2. etap                  | Bośnia i Hercegowina | 2.2        | Enrico Zanoncello |            |
| 4 cze          | Coppa della Pace                             | Włochy               | 1.2U       | Matteo Scalco     |            |
| 2 lip          | Giro del Medio Brenta                        | Włochy               | 1.2        | Giulio Pellizzari |            |
| 13 lip         | Tour of Qinghai Lake, 5. etap                | Chiny                | 2.Pro      | Enrico Zanoncello |            |
| 15 lip         | Tour of Qinghai Lake, 7. etap                | Chiny                | 2.Pro      | Henok Mulubrhan   |            |
| 16 lipca 2023  | Tour of Qinghai Lake, klasyfikacja generalna | Chiny                | 2.Pro      | Henok Mulubrhan   |            |
| 30 sie         | MuurClassic Geraardsbergen                   | Belgia               | 1.2        | Filippo Magli     |            |
| 14 wrz         | Tour of Taihu Lake, 1. etap                  | Chiny                | 2.Pro      | Enrico Zanoncello |            |

### 2022

#### Skład
| Skład drużyny 2022                       | Skład drużyny 2022 | Skład drużyny 2022 | Skład drużyny 2022                   |
| Imię i nazwisko                          | Data urodzenia     | Państwo            | Poprzednia grupa                     |
| ---------------------------------------- | ------------------ | ------------------ | ------------------------------------ |
| Enrico Battaglin                         | 17 listopada 1989  | Włochy             | Bahrain McLaren (2020)               |
| Iker Bonillo                             | 9 lipca 2003       | Hiszpania          |                                      |
| Jonathan Cañaveral                       | 2 listopada 1996   | Kolumbia           | Giotti Victoria (2020)               |
| Luca Colnaghi                            | 14 stycznia 1999   | Włochy             | Zalf Euromobil Fior (2021)           |
| Omar El Gouzi                            | 16 sierpnia 1999   | Włochy             | Iseo-Rime-Carnovali (2021)           |
| Filippo Fiorelli                         | 19 listopada 1994  | Włochy             | Delio Gallina-Colosio (2016)         |
| Davide Gabburo                           | 1 kwietnia 1993    | Włochy             | Androni Giocattoli-Sidermec (2020)   |
| Martin Marcellusi                        | 5 kwietnia 2000    | Włochy             |                                      |
| Alessio Martinelli                       | 26 kwietnia 2001   | Włochy             | Colpack-Ballan (2021)                |
| Fabio Mazzucco                           | 14 kwietnia 1999   | Włochy             | Unieuro Wilier (2019)                |
| Sacha Modolo                             | 19 czerwca 1987    | Włochy             | Alpecin-Fenix (2021)                 |
| Alessio Nieri                            | 13 kwietnia 2001   | Włochy             | Mastromarco Sensi Nibali (2021)      |
| Giulio Pellizzari                        | 21 listopada 2003  | Włochy             | ASD U.C. Foligno (2021)              |
| Alessandro Pinarello                     | 12 lipca 2003      | Włochy             |                                      |
| Luca Rastelli                            | 29 grudnia 1999    | Włochy             | Colpack-Ballan (2021)                |
| Alessandro Santaromita                   | 11 grudnia 1999    | Włochy             | Velo Club Mendrisio (2021)           |
| Manuele Tarozzi                          | 20 czerwca 1998    | Włochy             | #inEmiliaRomagna Cycling Team (2021) |
| Alex Tolio                               | 30 marca 2000      | Włochy             | Zalf Euromobil Fior (2021)           |
| Alessandro Tonelli                       | 29 maja 1992       | Włochy             | Zalf Euromobil Désirée Fior (2014)   |
| Tomas Trainini (1 sty–5 kwi, Przypis)    | 23 września 2001   | Włochy             |                                      |
| Giovanni Visconti (1 sty–9 mar, Przypis) | 13 stycznia 1983   | Włochy             | Vini Zabù-Brado-KTM (2020)           |
| Filippo Zana                             | 18 marca 1999      | Włochy             | Sangemini-Trevigiani-MG.K Vis (2019) |
| Enrico Zanoncello                        | 2 sierpnia 1997    | Włochy             | Zalf Euromobil Désirée Fior (2020)   |
| Samuele Zoccarato                        | 9 stycznia 1998    | Włochy             | Colpack-Ballan (2020)                |
| Luca Covili                              | 10 lutego 1997     | Włochy             | Mastromarco Sensi Nibali (2018)      |
| Henok Mulubrhan (22 kwi–31 gru)          | 11 listopada 1999  | Erytrea            | Team Qhubeka (2021)                  |
|                                          |                    |                    |                                      |
| Źródło: ProCyclingStats                  |                    |                    |                                      |

Przypis: Tomas Trainini, koniec kariery
Przypis: Giovanni Visconti, koniec kariery

#### Zwycięstwa
| Zwycięstwa | Zwycięstwa                        | Zwycięstwa | Zwycięstwa | Zwycięstwa         | Zwycięstwa |
| Data       | Wyścig                            | Państwo    | Kategoria  | Zwycięzca          |            |
| ---------- | --------------------------------- | ---------- | ---------- | ------------------ | ---------- |
| 5 lut      | Grand Prix Alanya                 | Turcja     | 1.2        | Alessio Martinelli |            |
| 3 maj      | Karpacki Wyścig Kurierów, 4. etap | Słowacja   | 2.2U       | Alessio Martinelli |            |

### 2021

#### Skład
| Skład drużyny 2021                     | Skład drużyny 2021   | Skład drużyny 2021 | Skład drużyny 2021                          |
| Imię i nazwisko                        | Data urodzenia       | Państwo            | Poprzednia grupa                            |
| -------------------------------------- | -------------------- | ------------------ | ------------------------------------------- |
| Enrico Battaglin                       | 17 listopada 1989    | Włochy             | Bahrain McLaren (2020)                      |
| Jonathan Cañaveral                     | 2 listopada 1996     | Kolumbia           | Giotti Victoria (2020)                      |
| Giovanni Carboni                       | 31 sierpnia 1995     | Włochy             | Colpack (2017)                              |
| Luca Covili                            | 10 lutego 1997       | Włochy             | Mastromarco Sensi Nibali (2018)             |
| Nicolas Dalla Valle                    | 13 września 1997     | Włochy             | Tirol KTM Cycling Team (2019)               |
| Filippo Fiorelli                       | 19 listopada 1994    | Włochy             | Delio Gallina-Colosio (2016)                |
| Davide Gabburo                         | 1 kwietnia 1993      | Włochy             | Androni Giocattoli-Sidermec (2020)          |
| Andrea Garosio                         | 12 czerwca 1993      | Włochy             | Vini Zabù-Brado-KTM (2020)                  |
| Giovanni Lonardi                       | 9 listopada 1996     | Włochy             | Nippo-Vini Fantini-Faizanè (2019)           |
| Mirco Maestri                          | 26 października 1991 | Włochy             | General Store Bottoli Zardini (2015)        |
| Umberto Marengo                        | 21 lipca 1992        | Włochy             | Vini Zabù-Brado-KTM (2020)                  |
| Fabio Mazzucco                         | 14 kwietnia 1999     | Włochy             | Unieuro Wilier (2019)                       |
| Alessandro Monaco                      | 4 lutego 1998        | Włochy             |                                             |
| Kevin Rivera (1 sty–30 cze)            | 28 czerwca 1998      | Kostaryka          | Androni Giocattoli-Sidermec (2020)          |
| Daniel Savini                          | 26 września 1997     | Włochy             | Maltinti Lampadari-Banca di Cambiano (2017) |
| Alessandro Tonelli                     | 29 maja 1992         | Włochy             | Zalf Euromobil Désirée Fior (2014)          |
| Tomas Trainini                         | 23 września 2001     | Włochy             |                                             |
| Giovanni Visconti                      | 13 stycznia 1983     | Włochy             | Vini Zabù-Brado-KTM (2020)                  |
| Filippo Zaccanti (1 sty–30 cze)        | 12 września 1995     | Włochy             | Nippo-Vini Fantini-Faizanè (2019)           |
| Filippo Zana                           | 18 marca 1999        | Włochy             | Sangemini-Trevigiani-MG.K Vis (2019)        |
| Enrico Zanoncello                      | 2 sierpnia 1997      | Włochy             | Zalf Euromobil Désirée Fior (2020)          |
| Samuele Zoccarato                      | 9 stycznia 1998      | Włochy             | Colpack-Ballan (2020)                       |
| Luca Colnaghi (1 sie–31 gru, stażysta) | 14 stycznia 1999     | Włochy             | Zalf Euromobil Fior (2021)                  |
| Filippo Magli (1 sie–31 gru, stażysta) | 29 kwietnia 1999     | Włochy             |                                             |
| Juri Zanotti (1 sie–31 gru, stażysta)  | 5 stycznia 1999      | Włochy             |                                             |
|                                        |                      |                    |                                             |
| Źródło: ProCyclingStats                |                      |                    |                                             |

### Zwycięstwa
| Zwycięstwa      | Zwycięstwa                         | Zwycięstwa | Zwycięstwa | Zwycięstwa       | Zwycięstwa |
| Data            | Wyścig                             | Państwo    | Kategoria  | Zwycięzca        |            |
| --------------- | ---------------------------------- | ---------- | ---------- | ---------------- | ---------- |
| 6 lut           | Grand Prix Alanya                  | Turcja     | 1.2        | Davide Gabburo   |            |
| 7 mar           | Trofej Poreč                       | Chorwacja  | 1.2        | Filippo Fiorelli |            |
| 13 mar          | Istarsko Proljeće, 2. etap         | Chorwacja  | 2.2        | Filippo Zana     |            |
| 21 mar          | GP Slovenian Istria                | Słowenia   | 1.2        | Mirco Maestri    |            |
| 30 maj          | GP Gorenjska                       | Słowenia   | 1.2        | Mirco Maestri    |            |
| 1 lip           | Dookoła Bułgarii, 1. etap          | Bułgaria   | 2.2        | Giovanni Lonardi |            |
| 8 sierpnia 2021 | Czech Tour, klasyfikacja generalna | Czechy     | 2.1        | Filippo Zana     |            |

### 2020

#### Skład
| Skład drużyny 2020      | Skład drużyny 2020   | Skład drużyny 2020 | Skład drużyny 2020                          |
| Imię i nazwisko         | Data urodzenia       | Państwo            | Poprzednia grupa                            |
| ----------------------- | -------------------- | ------------------ | ------------------------------------------- |
| Vincenzo Albanese       | 12 listopada 1996    | Włochy             | Hopplà-Petroli Firenze (2016)               |
| Marco Benfatto          | 6 stycznia 1988      | Włochy             | Androni Giocattoli-Sidermec (2019)          |
| Giovanni Carboni        | 31 sierpnia 1995     | Włochy             | Colpack (2017)                              |
| Luca Covili             | 10 lutego 1997       | Włochy             | Mastromarco Sensi Nibali (2018)             |
| Nicolas Dalla Valle     | 13 września 1997     | Włochy             | Tirol KTM Cycling Team (2019)               |
| Iuri Filosi             | 17 stycznia 1992     | Włochy             | Delko Marseille Provence (2019)             |
| Filippo Fiorelli        | 19 listopada 1994    | Włochy             | Delio Gallina-Colosio (2016)                |
| Giovanni Lonardi        | 9 listopada 1996     | Włochy             | Nippo-Vini Fantini-Faizanè (2019)           |
| Mirco Maestri           | 26 października 1991 | Włochy             | General Store Bottoli Zardini (2015)        |
| Fabio Mazzucco          | 14 kwietnia 1999     | Włochy             | Unieuro Wilier (2019)                       |
| Alessandro Monaco       | 4 lutego 1998        | Włochy             |                                             |
| Umberto Orsini          | 6 grudnia 1994       | Włochy             |                                             |
| Matteo Pelucchi         | 21 stycznia 1989     | Włochy             | Androni Giocattoli-Sidermec (2019)          |
| Alessandro Pessot       | 1 lipca 1995         | Włochy             | Friuli (2018)                               |
| Francesco Romano        | 9 lipca 1997         | Włochy             | Colpack (2018)                              |
| Daniel Savini           | 26 września 1997     | Włochy             | Maltinti Lampadari-Banca di Cambiano (2017) |
| Manuel Senni            | 11 marca 1992        | Włochy             | BMC Racing Team (2017)                      |
| Alessandro Tonelli      | 29 maja 1992         | Włochy             | Zalf Euromobil Désirée Fior (2014)          |
| Filippo Zaccanti        | 12 września 1995     | Włochy             | Nippo-Vini Fantini-Faizanè (2019)           |
| Filippo Zana            | 18 marca 1999        | Włochy             | Sangemini-Trevigiani-MG.K Vis (2019)        |
|                         |                      |                    |                                             |
| Źródło: ProCyclingStats |                      |                    |                                             |

### Zwycięstwa
| Zwycięstwa | Zwycięstwa               | Zwycięstwa | Zwycięstwa | Zwycięstwa       | Zwycięstwa |
| Data       | Wyścig                   | Państwo    | Kategoria  | Zwycięzca        |            |
| ---------- | ------------------------ | ---------- | ---------- | ---------------- | ---------- |
| 21 lut     | Tour of Antalya, 2. etap | Turcja     | 2.1        | Giovanni Lonardi |            |